# 慶應義塾大学病院
慶應義塾大学病院（けいおうぎじゅくだいがくびょういん）は、東京都新宿区信濃町35番地にある慶應義塾設置の大学病院。略称は慶應病院、もしくは慶大病院。

## 概要

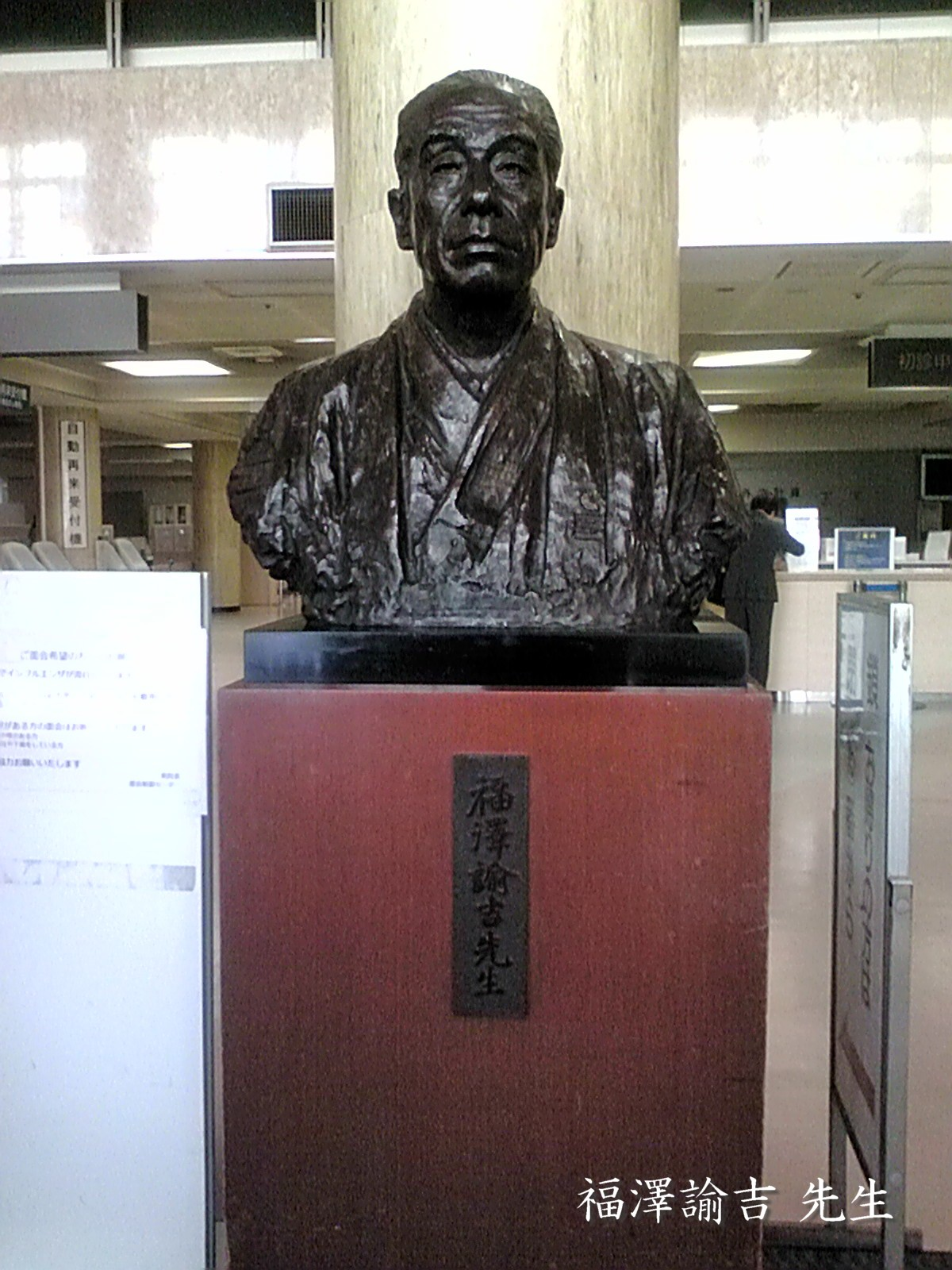
旧中央棟玄関ロビーの福澤諭吉像（柴田佳石作）

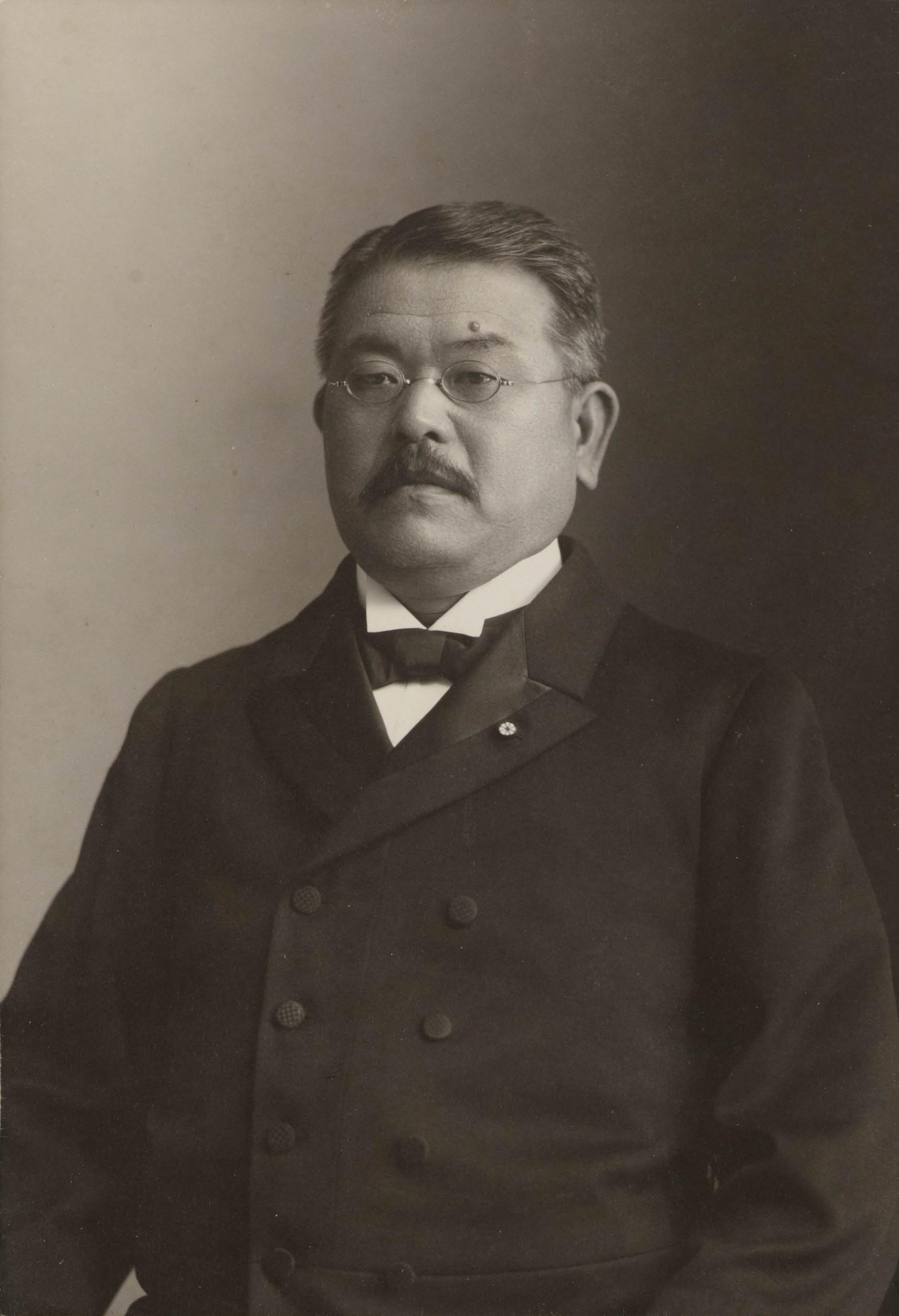
北里柴三郎

慶應義塾（慶應義塾大学）創設者・福澤諭吉が研究を支援していた北里柴三郎（初代病院長）の尽力のもと、1920年（大正9年）に開院。2019年現在、病床数は960床。
2017年度の統計は、外来患者数 延べ人数： 827,113人 / 1日平均： 3,086人、入院患者数 延べ人数： 286,188人 / 1日平均： 784人、救急患者数： 17,056人。
石原裕次郎、夏目雅子、藤子・F・不二雄、岡本太郎、遠藤周作、田中角栄、坂井泉水、加藤茶、安倍晋三等多くの芸能人、著名人、政治家が本院を利用することも多く、高円宮憲仁親王、石原、夏目、藤子、岡本、遠藤、田中、坂井などは本院にて最期を迎えた。
医療用ロボットの導入にも積極的で、2000年3月にアジアで初めて手術用ロボット「da Vinci」を導入した。
2009年（平成21年）、複雑心奇形の患児の生体肝移植の手術を行い、世界で初めて成功。
2013年（平成25年）、難聴のマウスの内耳にある細胞を再生し、聴力を回復させることに成功（岡野栄之教授）。
厚生労働省より、国際水準の臨床研究等の中心的役割を担う国内の中核病院として、「臨床研究中核病院」に指定されている。

## 理念・行動指針
1. 患者さんに優しく患者さんに信頼される患者さん中心の医療を行います
2. 先進的医療を開発し質の高い安全な医療を提供します
3. 豊かな人間性と深い知性を有する医療人を育成します
4. 人権を尊重した医学と医療を通して人類の福祉に貢献します

## 交通アクセス
- 東日本旅客鉄道（JR東日本）中央・総武線（各駅停車）信濃町駅 徒歩1分[5]
- 都営地下鉄大江戸線国立競技場駅 A1口 徒歩5分
- 東京メトロ丸ノ内線四谷三丁目駅 1番口 徒歩15分
- 東京メトロ銀座線、半蔵門線青山一丁目駅 0番口 徒歩15分
- 都営バス品97系統「信濃町駅前」下車徒歩2分

## 沿革
- 1858年（安政05年） - 福澤諭吉、江戸築地鉄砲洲に蘭学塾を開く（慶應義塾の起源）。
- 1873年（明治06年） - 医学所開設。校長松山棟庵（1880年廃校）。
- 1917年（大正06年） - 北里柴三郎を招聘して医学科予科を開設[注釈 1]。
- 1919年（大正08年） - 四谷区西信濃町の陸軍用地を買収し新校舎を開設、医学科本科授業開始。
- 1920年（大正09年） - 医学部開設。慶應医学会発足。慶應義塾大学病院として開院。
- 1921年（大正10年） - 『慶應医学』創刊（現在休刊中）[7]
- 1923年（大正12年） - 関東大震災で救護活動を行う。
- 1929年（昭和04年） - 予防医学教室竣工。
- 1932年（昭和07年） - 別館病棟竣工（2009年解体）。
- 1937年（昭和12年） - 北里記念医学図書館（現信濃町メディアセンター）竣工。
- 1945年（昭和20年） - 空襲により病院本館・基礎医学教室など建物の約6割を焼失。
- 1948年（昭和23年） - 木造の病院本館竣工。
- 1950年（昭和25年） - 厚生女子学院開設（看護婦養成所を改称）。
- 1952年（昭和27年） - 「ほ」号病棟（後の臨床研究棟）竣工。『The Keio Journal of Medicine（KJM)』創刊[7]。
- 1953年（昭和28年） - 「に」号病棟（後の6号棟）竣工。
- 1954年（昭和29年） - 特別病棟（後の7号棟）竣工。
- 1963年（昭和38年） - 中央棟竣工。
- 1965年（昭和40年） - 1号棟竣工。
- 1970年（昭和45年） - 5月26日から28日にかけてベースアップを求める職員によるストライキが行われる[8]。
- 1973年（昭和48年） - 亀谷記念伊勢慶應病院、慶應義塾へ移管（翌年慶應義塾大学伊勢慶應病院と改称）。
- 1977年（昭和52年） - 月が瀬リハビリテーションセンター竣工（2011年閉院）[9]。
- 1987年（昭和62年） - 新棟（現2号館）竣工。
- 1990年（平成02年） - 2号棟を臨床研究棟に改修。
- 1994年（平成06年） - 特定機能病院として承認。
- 2003年（平成15年） - 伊勢慶應病院閉院。
- 2009年（平成21年） - 2号館に「健康情報ひろば」開設[10]。
- 2011年（平成23年） - 東日本大震災の被災地に救援医療団を派遣[11]。
- 2012年（平成24年） - 南棟（3号館）竣工（予防医療センターを開設）。
- 2016年（平成28年） - 帝国ホテル、2号館11階に レストラン 「ザ・パーク」開業。
- 2017年（平成29年） - 臨床研究中核病院として承認。
- 2018年（平成30年） - 新病院棟（現1号館）竣工[12]（臨床研究棟・6号棟・7号棟はいずれも解体された）。
- 2020年（令和02年） - 開院100周年。
- 2022年（令和04年） - 新病院棟がグランドオープン。
- 2023年（令和05年） - 予防医療センターが麻布台ヒルズに移転。

- 慶應義塾大学病院開院式（1920年11月6日）
- 昭和初期の病院正門
- 公道より見る（2018年4月撮影）
- 車寄せより外来入口を見る（2018年4月撮影）
- 慶應病院（新棟）

## 指定施設
- 臨床研究中核病院[4]
- 保険医療機関
- 特定機能病院
- エイズ治療拠点病院
- 救急指定病院
- 災害拠点病院
- 労災保険指定医療機関
- 指定自立支援医療機関（更生医療・育成医療・精神通院医療）
- 精神保健指定医の配置されている医療機関
- 生活保護法指定医療機関
- 結核指定医療機関
- 指定養育医療機関（未熟児医療）
- 原子爆弾被害者一般疾病医療取扱医療機関
- 公害医療機関
- 母体保護法指定医の配置されている医療機関
- 臨床研修指定病院
- 外国医師（歯科医師）臨床修練指定病院
- DPC対象病院
- 指定療育機関
- 小児慢性特定疾患治療研究事業委託医療機関
- 地域周産期母子医療センター

## 診療科等
- 内科系
  - 呼吸器内科
  - 循環器内科
  - 消化器内科
  - 腎臓・内分泌・代謝内科
  - 神経内科
  - 血液内科
  - リウマチ・膠原病内科
  - 総合診療科
  - 小児科
  - 精神・神経科
- 外科系
  - 一般・消化器外科
  - 呼吸器外科
  - 心臓血管外科
  - 脳神経外科
  - 小児外科
  - 整形外科
  - 形成外科
  - 麻酔科
  - 産科
  - 婦人科
  - 眼科
  - 皮膚科
  - 泌尿器科
  - 耳鼻咽喉科
- 放射線治療科
- 放射線診断科
- 歯科・口腔外科
- リハビリテーション科
- 救急科
- 臨床検査科
- 病理診断科
- 専門外来
  - メモリークリニック
  - セカンドオピニオン外来
  - 感染症外来

- 診療施設部門
  - 予防診療センター
  - 血液浄化・透析センター
  - 内視鏡センター
  - 腫瘍センター
  - 輸血・細胞療法センター
  - スポーツ医学総合センター
  - 漢方医学センター
  - 臨床遺伝学センター
  - 免疫統括医療センター
  - 緩和ケアセンター
  - 手術・血管造影センター
  - 集中治療センター
  - 救急センター
- クラスター部門
  - IBDセンター
  - メモリーセンター
  - 周産期・小児医療センター
  - 母斑症センター
  - ブレストセンター
  - リプロダクションセンター
  - 痛み診療センター
  - 骨転移診療センター
  - 肉腫・メラノーマセンター
  - 頭蓋底センター
  - アレルギーセンター
  - 臓器移植センター
  - 小児頭蓋顔面（クラニオ）センター
  - 性分化疾患（DSD)センター
  - 糖尿病先制医療センター
  - 脳卒中センター
  - 遺伝性乳癌卵巣癌症候群（HBOC）センター
  - 側弯症診療センター
- 臨床研究・教育部門
  - 臨床研究推進センター
  - 卒後臨床研修センター
- 管理部門・その他
  - 病院情報システム部
  - 医療安全管理部
  - 感染制御部
  - 患者総合相談部
  - 医療連携推進部
  - 放射線安全管理室
  - 百寿総合研究センター
  - 健康情報ひろば
  - 医事統括室

## 先進医療
2021年（令和3年）10月1日現在、以下の先進医療を扱っている。
- 抗悪性腫瘍剤治療における薬剤耐性遺伝子検査
- パクリタキセル静脈内投与（一週間に一回投与するものに限る。）及びカルボプラチン腹腔内投与（三週間に一回投与するものに限る。）の併用療法　上皮性卵巣がん、卵管がん又は原発性腹膜がん
- 腹腔鏡下センチネルリンパ節生検　早期胃がん
- 全身性エリテマトーデスに対する初回副腎皮質ホルモン治療におけるクロピドグレル硫酸塩、ピタバスタチンカルシウム及びトコフェロール酢酸エステル併用投与の大腿骨頭壊死発症抑制療法　全身性エリテマトーデス（初回の副腎皮質ホルモン治療を行っている者に係るものに限る。）
- テモゾロミド用量強化療法　膠芽腫（初発時の初期治療後に再発又は増悪したものに限る。）
- 水素ガス吸入療法　心停止後症候群（院外における心停止後に院外又は救急外来において自己心拍が再開し、かつ、心原性心停止が推定されるものに限る。）
- トラスツズマブ静脈内投与及びドセタキセル静脈内投与の併用療法　乳房外パジェット病（HER2が陽性であって、切除が困難な進行性のものであり、かつ、術後に再発したもの又は転移性のものに限る。）（国内唯一）
- 反復経頭蓋磁気刺激療法　薬物療法に反応しない双極性障害の抑うつエピソード
- イマチニブ経口投与及びペムブロリズマブ静脈内投与の併用療法　進行期悪性黒色腫（KIT遺伝子変異を有するものであって、従来の治療法に抵抗性を有するものに限る。）
- 抗腫瘍自己リンパ球移入療法　子宮頸がん（切除が不能と判断されたもの又は術後に再発したものであって、プラチナ製剤に抵抗性を有するものに限る。）

## 慶應義塾大学関連病院会
福澤諭吉と北里柴三郎の訓えを生かし、最新の医学・医療・病院運営などに関する知識および情報を共有するために、本院は様々な病院と提携し、医療ネットワーク「慶應義塾大学関連病院会」を形成している。ここでは、関連病院の中でも一部の大規模病院のみ記述する。
- 太田西ノ内病院（福島県）
- 水戸赤十字病院（茨城県）
- 国立病院機構栃木医療センター（栃木県）
- 足利赤十字病院（栃木県）
- 那須赤十字病院（栃木県）
- 栃木県済生会宇都宮病院（栃木県）
- SUBARU健康保険組合太田記念病院（群馬県）
- 国立病院機構埼玉病院（埼玉県）
- 国立病院機構東埼玉病院（埼玉県）
- 地域医療機能推進機構埼玉メディカルセンター（埼玉県）
- さいたま市立病院（埼玉県）
- 北里大学メディカルセンター（埼玉県）
- 丸山記念総合病院（埼玉県）
- 国立病院機構下総精神医療センター（千葉県）
- 東京歯科大学市川総合病院（千葉県）
- 国立成育医療研究センター（東京都）
- 国立病院機構東京医療センター（東京都）
- 東京都済生会中央病院（東京都）
- 東京都済生会向島病院（東京都）
- 北里研究所病院（東京都）
- 練馬総合病院（東京都）
- ライフ・エクステンション研究所付属永寿総合病院（東京都）
- 精神医学研究所附属東京武蔵野病院（東京都）

- 江戸川病院（東京都）
- 聖母病院（東京都）
- 荻窪病院（東京都）
- 赤坂見附前田病院（東京都）
- 東京衛生アドベンチスト病院（東京都）
- 十仁美容整形（東京都）
- 国立病院機構村山医療センター（東京都）
- 東京都立小児総合医療センター（東京都）
- 日野市立病院（東京都）
- 稲城市立病院（東京都）
- 立川病院（東京都）
- 公立福生病院（東京都）
- 国立病院機構久里浜医療センター（神奈川県）
- 国立病院機構神奈川病院（神奈川県）
- 横浜市立市民病院（神奈川県）
- 川崎市立川崎病院（神奈川県）
- 平塚市民病院（神奈川県）
- 済生会神奈川県病院（神奈川県）
- 済生会横浜市東部病院（神奈川県）
- けいゆう病院（神奈川県）
- 山近記念総合病院（神奈川県）
- 湘南慶育病院（神奈川県）
- 静岡市立清水病院（静岡県）
- 静岡赤十字病院（静岡県）
- 浜松赤十字病院（静岡県）
- 伊勢慶友病院（元伊勢慶應病院）（三重県）

など

## 事件・事故・不祥事

### 新型コロナウイルス感染
- 2020年（令和2年）
  - 3月27日、東京都庁は、47人の新型コロナウイルス感染を確認したと発表。このうちの10人は、集団感染が起きている永寿総合病院の患者らで、同病院に関係する感染者は計25人になった。慶應大学病院では男性患者3人の感染が判明。永寿総合病院から19日に転院してきた感染者と同じ病室に入院していた[15]。
  - 3月28日、都内では永寿総合病院で患者らの集団感染が発生。27日には感染者が40人となり、患者の転院先でも感染者が相次いだ[16]。
  - 4月2日、都内で2日、新型コロナウイルスの感染者が新たに92人確認された。患者らの間で院内感染が広がっている永寿総合病院や慶應義塾大学病院での陽性者30人以上が含まれる[17]。
  - 4月7日、新型コロナウイルスの感染拡大で、初期研修医の集団感染が発生したと発表した。3月31日、研修医1人の感染がわかり、研修医計99人を自宅待機とし、ウイルス検査を行い18人の感染が判明した。また、自粛要請期間中に研修医約40人が集団で会食していたことが判明した[18]。